# St. Johannisstift (Paderborn)
Das St. Johannisstift (Paderborn) ist ein freigemeinnütziger, Träger von vielfältigen Einrichtungen im Sozial- und Gesundheitswesen. Es ist eine evangelische Stiftung bürgerlichen Rechts. Seit seiner Gründung 1862 bis heute bietet das St. Johannisstift Angebote für hilfsbedürftige Menschen in nahezu allen Lebenssituationen. Es umfasst die Geschäftsbereiche Krankenhaus, Aus-, Fort- und Weiterbildung, Altenhilfe und Kinder- und Jugendhilfe.